# 連環殺手

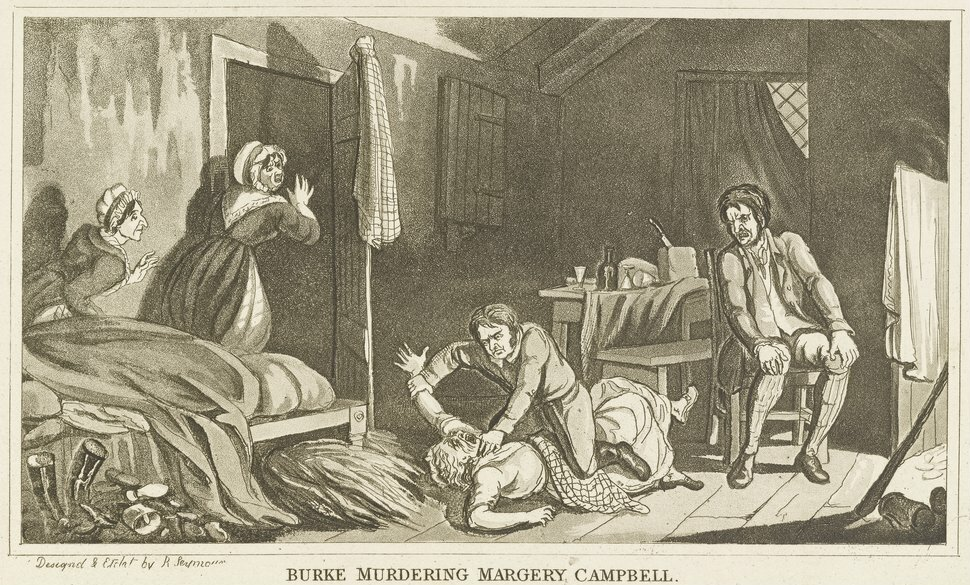
1829 年英國連環殺手威廉·伯克謀殺瑪格麗·坎貝爾的插圖

連環殺手，又稱連續殺人犯，是一個或多個殺手把受害者一個又一個地殺害，多數是謀殺。在現代城市中，也可能是精神疾病發作，或對目標人性物化，愛操縱目標人物的生命，視目標人物如螻蟻，可能有性慾，或道德觀極端化而自命為判官，「替天行道」，有犧牲自己以達成夢想的心態。
一般的人總認為連環殺手外觀必定像瘋子或狂人一般，品德低劣，事實上未必，連環殺手外表多半與一般人無異，甚至很迷人，並且有高尚的情操或嚴格的道德感，其中還不乏高學歷者，（著名的連環殺手泰德·邦迪即是最好例子），也給人他們很容易親近的錯覺。
可以說絕大部分連環殺手在被捕之前幾乎都不會讓人把他們跟他們的行為聯想在一起，當然，本來就有嚴重精神疾病，或是非常孤僻，生活幾近與世隔絕的連環殺手也並非沒有。
造成連環殺人心理的成因眾說紛紜，部份連環殺手曾被確認為幼年受虐導致，另外有些科學家經過腦部掃瞄發現部分連環殺手的腦結構有與常人相異之處，提出連續殺人犯可能可以早期篩選出來的假設，引起更大爭議。
連環殺手最大的特徵，就是「固定」，殺人動機、殺人模式以及殺害對象都不輕易改變，這是因為連環殺手的殺人行為是為了要滿足心目中一個固定的理想目標的緣故。這個目標的內容可能與一個或多個人的性以及權利，甚至生存有關，也可能純粹是一些道德文化觀念，但內容扭曲、和現實脫節，連環殺手如同一般的罪犯，他們也千方百計為自己的行為解釋，而且每隔一段時間就必須要再重現一次心中的目標，殺人模式也幾乎都固定，不易改變。
根據學者海倫摩里森（Helen Morrison）的研究，證實並沒有任何連環殺手皆共通的心理背景，一個人發展成連環殺手，重要關鍵可能是文化教育、社會、家庭、經濟、宗教信仰等背景，也可能是基於人類情感發展的障礙導致認知與現實脫節，並且浸醉於夢想而不能自控。
美國聯調局（FBI）對連環殺手（serial killers）的定義是：謀殺至少3個人，並在作案期間存在「冷卻期」，與短時間內，在同一地點展開大屠殺的大規模殺手（mass murderers），又或四處逞兇殺人的瘋狂殺手（spree killers）有別。所謂「冷卻期」，就是指兩宗謀殺間隔的那段時間，連環殺手這段喘息的時間長短不一，短的可為1、2天甚至是幾個小時的，長的有1個月甚至數月，通常連環殺手通過一次「謀殺體驗」使自己興奮情緒達至一個高峰後，需要一段時間平靜下來，回味並總結這段亢奮經歷，改良行兇方法。
已查明的連環殺手大部分都是有組織型和反社會型的，他們通常智商很高，從外表根本無法判斷他們是殺人狂。連環殺手一般都是單獨行動，殺害的都是陌生人，且多是在無人知曉的情况下殺人。他們作案並不是一時興起，動機也不是出於嫉妒或貪婪。
根據基於作案動機將殺手分類的霍姆斯類型學（Holmes typology），連環殺手可分為殺人過程迅速的「著重行為型」和殺人過程很慢的「著重過程型」。對前者來說，殺人只是一個行為，後者殺人則是因為他們認為除掉某一特定群體是自己的使命。連環殺手通常具有3種行為，包括「麥克唐納症狀」（MacDonald triad）——尿床、喜歡縱火和虐待動物；他們很可能來自破碎家庭、曾被虐待或被忽視；有些殺手很害羞、內向，有些雖然表面活躍外向，但實際上卻感到孤立。很多理論家認為，連環殺手動盪不安的童年可能是造成他們殺人的一個原因。

## 背景
- 有些連環殺手的幼年時期有受虐以及壓抑經歷或者是有被性侵害的經歷。
- 有些連環殺手殺人是基於受敵人壓迫。
- 有些連環殺手也是職業殺手，受雇殺人。
- 有些連環殺手殺人基於宗教信仰。
- 有些連環殺手殺人是基於道德理想。
- 有些連環殺手殺人是純粹娛樂。

## 動機
連環殺手殺人的動機不一，過去歷史曾經出現過的動機包括：
- 補償一些不能得償的期望
- 將夢想的內容當成了自己的使命與工作
- 宗教信仰
- 金錢
- 某種理想
- 克服心理陰影
- 貪慾
- 歧視心態（例如對白人和异性的歧視）
- 娛樂
- 政治目的

## 殺人模式
大部分連環殺手的殺人模式都十分固定，除非遇到重大變故否則不易改變。時間、對象、凶器、棄屍地點等等往往每次都一樣，也因此比較容易由分析模式側寫出該連環殺手可能具有的條件與特質。

## 受害人
- 特定种族：如专杀意大利裔杂货店主的“新奥尔良斧头杀手”
- 特定职业：如专杀妓女的“开膛手杰克”，专杀流浪汉的俄罗斯“比特沙的疯子”亚历山大·皮丘希金
- 特定性别：如专杀年轻女性的香港人林过云、林国伟，日本人日高廣明（日语：広島タクシー運転手連続殺人事件），专杀男同性恋者的湖南人周友平
- 特定年龄段：如专杀少年儿童的英国“荒原杀手”迈拉·欣德利，专杀老年人的英国“死亡医生”哈罗德·希普曼

## 難以逮捕的原因
一般而言犯案越多越容易被逮捕，但因為連環殺手襲擊的大多是一些素未謀面的人，與受害人的接觸點極少，甚至近乎沒有，且實施犯罪的時機常會挑選不受外在因素干擾的僻處通道，令警方搜查犯罪行跡時難以完整追查，讓破案的難度大為增加，故此很多都沒法偵破。因此，特別在美國，就發展出罪犯側寫這種方法。
殺人事件如果不見屍體是難以起訴的。雖然並不代表不能起訴，只是縱使有明確的環境證據支持，但缺乏決定性證據證明受害人已經遇害，否則不可以起訴。故此如果受害人是無家可歸的人、離家出走的少女、或者妓女的話，被殺時既無人目擊，屍體又被埋在山上的話，只要未找到屍體，很大機會只會被列入失蹤人口，法庭不會發出搜查令，殺人事件就極容易變成完美犯罪。
有些犯案者在平日時言行或生活作息與常人相差無幾而相當規律看不出顯著異常，面對警察偵辦調查時會表現異常沉著冷靜，甚至會縝密地用誤導性虛假跡證誤導警方偵查方向，令警方難以找出確切證明具體犯行的事證來追查犯人。
有些犯人會因思念受害人而幹出一些行為，如與受害人約會、拍攝裸照或色情錄影帶, 甚至收藏事主的物品，方便日後翻看令快感延續, 警方往往憑這些證據將犯人繩之於法。香港的林過雲拿菲林到沖印公司時被職員發現相片有淫褻成份報警而落網, 而林國偉則於相約最後一名事主到戲院看電影時被埋伏警員拘捕。有人認為今天犯人可用手機或數碼相機拍照, 然後將攝影器材連接打印機印相, 案件不易被揭發。

## 知名犯人
| 案發年份  | 姓名及國籍                                                        | 綽號                                | 案發地點 (除另有註明外, 國家或地區與犯人國籍相同)                        | 死者數目           | 結果 |
| 1888-91   | 未破案                                                            | 開膛手傑克 Jack the Ripper          | 倫敦市白教堂區                                                           | 5                  | 未被拘捕 已身故                                                                                                   |
| 1918-19   | 未破案                                                            | 新奧爾良斧頭殺手                    | 路易斯安那州新奧爾良市                                                   | 6 另有6人重傷      | 未被拘捕 已身故                                                                                                   |
| 1960-70   | 未破案                                                            | 黃道十二宮殺手                      | 加州或內華達州                                                           | 5 (證實) 32 (懷疑) | 仍在調查中 |
| 1963-65   | 伊恩·布雷迪 米拉·韓德麗                                           | 荒原殺手 Moors Murderers            | 大曼徹斯特郡                                                             | 5                  | 終身監禁 全已身故                                                                                                 |
| 1967-87   | 費德·韋斯 露絲·韋斯                                               |                                     | 告羅士打郡                                                               | 13                 | 還押期間自殺 終身監禁                                                                                             |
| 1973-78   | 泰德·邦迪                                                         |                                     | 華盛頓州、俄勒岡州、猶他州、愛達荷州、科羅拉多州、佛羅裡達州             | 35                 | 死刑 |
| 1975-80   | 彼得·薩特克利夫                                                   | 約克郡屠夫 Yorkshire Ripper         | 約克郡                                                                   | 13 企圖謀殺7人     | 終身監禁 已身故                                                                                                   |
| 1975-98   | 哈羅德·希普曼                                                     | 好醫生                              | 大曼徹斯特郡及西約克郡                                                   | 284 15宗被定罪     | 終身監禁 已身故                                                                                                   |
| 1982      | 林過雲                                                            | 雨夜屠夫                            | 的士 (殺人)、土瓜灣 (剖屍)、城門河及大坑道 (棄屍)                        | 4                  | 終身監禁 |
| 1982      | 李志衡                                                            |                                     | 長沙灣元州邨第4座及安安幼稚園 (今元樂樓及盧偉國與梁美芬議員元禧樓辦事處) | 6 另有44人受傷     | 無限期醫院令 |
| 1983-89   | 瓦爾特勞德·瓦格納 伊雷妮·萊多爾夫 斯特凡妮婭·邁爾 瑪麗亞·格魯貝爾 | 蘭茲的死亡天使                      | 蘭茲綜合醫院                                                             | 49(供認) 200(懷疑) | 瓦格納-終身監禁，2008年釋放 萊多爾夫-終身監禁，2008年釋放 邁爾-20年監禁，2003年釋放 格魯貝爾-15年監禁，2003年釋放 |
| 1973 1985 | 黃志恆 (原名陳梓樑)                                               | 港澳屠夫                            | 鰂魚涌英皇道 黑沙環八仙飯店 (殺人)、黑沙海灘 (棄屍)                      | 1 10               | 還押期間自殺 |
| 1989-90   | 丹尼·羅林                                                         | 盖恩斯维爾開膛手 Gainesville Ripper | 路易斯安那州什里夫波特 佛羅裡達州蓋恩斯維爾                              | 8                  | 死刑 |
| 1989-90   | 艾琳·乌爾诺斯 (女)                                                | 女魔頭                              | 佛羅裡達州                                                               | 7男                | 死刑 |
| 1990-94   | 羅樹標                                                            | 廣州殺人王 廣州雨夜屠夫 廣州林過雲  | 廣東省廣州市                                                             | 19                 | 死刑 |
| 1992-93   | 林國偉                                                            | 屯門色魔                            | 屯門、土瓜灣及紅磡                                                       | 3 另姦劫10人       | 終身監禁 |
| 1996      | 日高廣明                                                          |                                     | 廣島市                                                                   | 4                  | 死刑 |
| 1998      | 李育輝                                                            | 風水大師                            | 香港九龍灣德福花園                                                       | 5                  | 死刑 (汕頭受審)                                                                                                   |
| 2001-06   | 亞歷山大·皮丘希金                                                 | 比特沙的瘋子                        | 莫斯科                                                                   | 60-63 48宗被定罪   | 終身監禁 |
| 2006      | 史堤芬·韋特                                                       | 薩福克勒殺王 Suffolk Strangler      | 薩福克郡葉士域治                                                         | 5                  | 終身監禁 |
| 2009      | 周友平                                                            |                                     | 湖南省長沙市                                                             | 6男                | 死刑 |
| 2015-16   | 露西·莱比                                                         |                                     | 車士打伯爵夫人醫院                                                       | 7 企圖謀殺8人      | 終身監禁 |
| 2024      | 阿克塞·魯達庫巴納                                                 |                                     | 默西賽德郡南港市                                                         | 3 企圖謀殺10人     | 終身監禁 須服刑至少52年                                                                                           |
| 2024-25   | 張介宗                                                            |                                     | 臺灣高雄市                                                               | 3                  | |

## 影视作品
- 《極惡人魔》（美國）
- 《犯罪心理》（美國）
- 《破案神探》（美國）
- 《七宗罪》（美国）
- 《十二宫》（美国）
- 《沉默的羔羊》系列（美国）
- 《电锯惊魂》系列（美国）
- 《德州電鋸殺人狂》（美国）
- 《斷頭谷》（美国）
- 《女魔头》（美国）
- 《人骨拼图》（美国）
- 《失真的画》（美国）
- 《我朋友是丹墨》（美国）
- 《血洗白教堂》（英国）
- 《屠出地狱》（英国）
- 《香水：一个谋杀犯的故事》（德国、法国）
- 《JoJo的奇妙冒險》（日本）
- 《魍魉之匣》（日本）
- 《恋狱月狂病》（日本）
- 《壳之少女》（日本）
- 《隧道》（韓國）
- 《杀人回忆》（韩国）
- 《杀手M》（德意志国（魏玛共和国））
- 《致命切割》（泰国）
- 《羔羊醫生》（香港）
- 《屯门色魔》（香港）
- 《八仙饭店之人肉叉烧包》（香港）
- 《银蛇谋杀案》（中国大陆）
- 《唐人街探案2》（中国大陆）